# Svoboda nad Úpou
Svoboda nad Úpou (in tedesco Freiheit) è una città della Repubblica Ceca facente parte del distretto di Trutnov, nella regione di Hradec Králové.